# Ebba Grön Live
Ebba Grön Live, livealbum med svenska punkbandet Ebba Grön. Släpptes 1998, med låtar från Ultrahuset i Handen, Kulturama i Stockholm och Folkets Park i Huskvarna med flera ställen i Sverige. Albumet tillägnades Tamas Barabas. Släpptes även på LP samma år.

## Låtlista
| Nr  | Titel                                | Längd | Notering                                               |
| --- | ------------------------------------ | ----- | ------------------------------------------------------ |
| 1.  | Ung & kåt                            | 2.56  | Inspelad på Ultrahuset, Handen 31/1 -81                |
| 2.  | Alla visa män                        | 2.34  | Inspelad på EFMD, Västerhaninge 25/1 -81               |
| 3.  | Hat & blod                           | 3.05  | Inspelad på EFMD, Västerhaninge 25/1 -81               |
| 4.  | Slicka uppåt, sparka neråt!          | 2.22  | Inspelad på EFMD, Västerhaninge 25/1 -81               |
| 5.  | Staten & kapitalet                   | 5.44  | Inspelad på Ultrahuset, Handen 31/1 -81                |
| 6.  | Mental istid                         | 3.14  | Inspelad på Kulturama, Stockholm 17/11 -81             |
| 7.  | We're Only in It for the Drugs No. 1 | 4:06  | Inspelad på Bellevueparken, Karlshamn 25/10 -80        |
| 8.  | Schweden Schweden                    | 2.54  | Inspelad på Bellevueparken, Karlshamn 25/10 -80        |
| 9.  | Pervers politiker                    | 1.58  | Inspelad på Folkets Park, Huskvarna 24/10 -80          |
| 10. | Totalvägra                           | 1.50  | Inspelad på Folkets Park, Huskvarna 24/10 -80          |
| 11. | Det måste vara radion                | 2.07  | Inspelad på Folkets Park, Huskvarna 24/10 -80          |
| 12. | Vad ska du bli?                      | 3.06  | Inspelad på Folkets Park, Huskvarna 24/10 -80          |
| 13. | Tyst för fan                         | 2.11  | Inspelad på Folkets Park, Huskvarna 24/10 -80          |
| 14. | Rock and Roll Music                  | 1.57  | Inspelad på Folkets Park, Huskvarna 24/10 -80          |
| 15. | Die Mauer                            | 2.51  | Inspelad på Rockslagsfestivalen, Karlshamn 25/7 -82    |
| 16. | Flyktsoda                            | 3.33  | Inspelad på Rockslagsfestivalen, Karlshamn 25/7 -82    |
| 17. | Malmö city                           | 2.25  | Inspelad på Rockslagsfestivalen, Karlshamn 25/7 -82    |
| 18. | Born to Be Wild                      | 3.42  | Inspelad på Rockslagsfestivalen, Karlshamn 25/7 -82    |
| 19. | Skjut en snut                        | 2.22  | Hemligt spår (Inspelad på Ultrahuset, Handen 31/1 -81) |

## Listplaceringar
| Lista (1998) | Topplacering |
| ------------ | ------------ |
| Sverige      | 4            |